# 357년

## 연호
- 동진(東晉) 승평(昇平) 원년
- 전량(前凉) 건흥(建興) 45년
- 전연(前燕) 원새(元璽) 6년 / 광수(光壽) 원년
- 전진(前秦) 수광(壽光) 3년 / 영흥(永興) 원년
- 대(代) 건국(建國) 20년

## 기년
- 동진(東晉) 목제(穆帝) 13년
- 신라(新羅) 내물 마립간(奈勿麻立干) 2년
- 고구려(高句麗) 고국원왕(故國原王) 27년
- 백제(百濟) 근초고왕(近肖古王) 12년